# Trachea delicata
Trachea delicata är en fjärilsart som beskrevs av Augustus Radcliffe Grote 1874. Trachea delicata ingår i släktet Trachea och familjen nattflyn. Inga underarter finns listade i Catalogue of Life.